# El Tanque de Pino
El Tanque de Pino är en ort i Mexiko.   Den ligger i kommunen Villa García och delstaten Zacatecas, i den centrala delen av landet, 400 km nordväst om huvudstaden Mexico City. El Tanque de Pino ligger 2 341 meter över havet och antalet invånare är 145.
Terrängen runt El Tanque de Pino är kuperad söderut, men norrut är den platt. Runt El Tanque de Pino är det ganska glesbefolkat, med 21 invånare per kvadratkilometer. Närmaste större samhälle är Villa García, 15,9 km väster om El Tanque de Pino. Omgivningarna runt El Tanque de Pino är i huvudsak ett öppet busklandskap.